# Бортовой комплекс управления
Бортовой комплекс управления — это совокупность систем космического аппарата, обеспечивающих управление функционированием всех его систем как единого целого; бортовые системы космического аппарата, оснащённого БКУ, связаны между собой информационными каналами.
БКУ создаётся и полностью тестируется в наземных условиях, в том числе методом стендовых испытаний, а также с созданием условий, максимально приближенных к реальным режимам работы.
Примером современного бортового комплекса управления является, например, БКУ ТаблетСат, патент на который с описанием устройства БКУ и организации систем передачи данных в нём размещены в открытом доступе и доступны для ознакомления желающим.
Особенностью архитектуры БКУ является создание своеобразной инфраструктуры передачи данных, при которой любой канал передачи данных в любом направлении обязательно имеет запасные (дублирующие) каналы передачи данных; также архитектура построения БКУ всегда включает в себя возможность масштабирования системы на аппаратном уровне и модифицирование сети и работы комплекса ПО с учётом фактически имеющегося на борту КА оборудования.

### Типы управления БКУ
Бортовой комплекс управления (БКУ) может функционировать в одном из четырёх режимов:
— управление со стороны наземного комплекса управления (НКУ);
— автономное управление, иначе говоря — управление всеми системами космического аппарата по внутренним алгоритмам БКУ, при использовании которых не подразумевается внешнее вмешательство человека или других систем;
— смешанный режим управления, при котором часть управляющих воздействий формирует и передает на борт НКУ, а часть формирует и исполняет сам комплекс БКУ;
— управление с участием экипажа, или управление в ручном режиме, когда подача команд для БКУ даётся с пульта управления космическим аппаратом (данный тип управления возможен только в пилотируемых КА).

### Программное обеспечение БКУ
БКУ работает под управлением комплекса программного обеспечения, которое и позволяет обеспечивать его управляемую целенаправленную работу. Все элементы ПО БКУ подразделяются на два основных типа — служебные и функциональные (прикладные, ППО).
Программное обеспечение БКУ, как правило, строится по иерархическому принципу.
Структура ПО БКУ имеет четыре основных уровня, на каждом из которых в том или ином отдельном случае могут быть применены свои механизмы решения различных задач, но общей останется основная задача программ данного уровня.
Первый уровень ПО БКУ включает в себя драйверы аппаратных элементов и устройств, а также базовые программы организации вычислительного процесса (аналог понятия операционной системы или системной оболочки).
Второй уровень ПО БКУ включает в себя комплекс прикладного программного обеспечения, отвечающего за управление работой бортового аппаратного комплекса и контроля исправности работы систем.
Третий уровень ПО БКУ включает в себя расчётные навигационные программы и программы обеспечения работы полётных режимов бортовых систем (в том числе так называемый «автопилот» в случае, если БКУ имеет автономное управление).
Четвёртый уровень ПО БКУ включает в себя мониторинговые программы, предназначенные для контроля за состоянием систем космического аппарата и программы тайм-менеджеры, предназначенные для планирования и организации режимов работы комплекса БКУ.
Обмен данными происходит в двух основных направлениях — «сверху вниз» и «снизу вверх»: управляющие команды и данные поступают от программ верхних уровней к программам нижних уровней, а контрольно-диагностическая информация, наоборот, поступает от программ нижних уровней к программам верхних уровней.
Весь комплекс ПО БКУ характеризуется интеграционным принципом его построения, что необходимо для обеспечения решения ряда задач, которые не входят в линейные комплексы постановки задач для аппаратно-программного комплекса. В частности, интеграционный характер построения программного обеспечения БКУ позволяет обеспечить такие важные функции, как возможность оперативного реагирования на нештатные ситуации, добиться оптимизации расхода бортовых ресурсов и повышения автономности существования КА и др.